# 1988 VS3
1988 VS3 är en asteroid i huvudbältet som upptäcktes den 13 november 1988 av den japanska astronomen Yoshiaki Oshima vid Gekko-observatoriet.
Asteroiden har en diameter på ungefär 12 kilometer och den tillhör asteroidgruppen Adeona.